# السديريون السبعة
السديريون السبعة هو الاسم الذي يستخدم للإشارة إلى سبعة إخوة أشقاء داخل العائلة الملكية السعودية، وهم أبناء الملك عبد العزيز بن سعود من زوجته حصة بنت أحمد السديري التي أنجب منها العدد الأكبر من الأبناء الذكور.

## الأبناء
- الملك فهد بن عبد العزيز، أكبرهم (ملك المملكة العربية السعودية من 1982 إلى 2005).
- الأمير سلطان بن عبد العزيز. (كان وليًا للعهد للملك عبد الله، توفي 2011).
- الأمير عبد الرحمن بن عبد العزيز (توفي سنة 2017).
- الأمير نايف بن عبد العزيز (كان ولي للعهد للملك عبد الله، توفي 2012).
- الأمير تركي الثاني بن عبد العزيز (توفي سنة 2016)
- الملك سلمان بن عبد العزيز (خلف الملك عبد الله في الحكم عام 2015)
- الأمير أحمد بن عبد العزيز

أما شقيقاتهم فهن:
- الأميرة لولوة (1928–2008) تزوجت من الأمير فيصل بن تركي بن عبد الله بن سعود آل سعود.
- الأميرة الجوهرة متزوجة من ابن عمها الأمير خالد بن عبد الله بن عبد الرحمن آل سعود.
- الأميرة فلوة بنت عبد العزيز آل سعود (توفيت صغيرة).
- الأميرة شعيع بنت عبد العزيز آل سعود (توفيت صغيرة).
- الأميرة موضي بنت عبد العزيز آل سعود (توفيت شابة).
- الأميرة لطيفة بنت عبد العزيز آل سعود.
- الأميرة جواهر بنت عبد العزيز آل سعود (متوفاة).

## الأصول والتكوين
وسع الملك عبد العزيز آل سعود بسرعة قاعدة قوته في نجد في أوائل القرن العشرين لتأسيس المملكة العربية السعودية في عام 1932 وأصبح أول ملك لها، وكجزء من عملية التوسع هذه تزوج من نساء أقوى العائلات لتعزيز سيطرته على جميع أجزاء مجاله الجديد، ويعتقد أنه تزوج ما يصل إلى 22 امرأة نتيجة لذلك، وكانت إحدى هذه الزوجات هي حصة بنت أحمد السديري من عشيرة السديري، التي تنتمي إليها والدة عبد العزيز آل سعود.
عدد الأبناء الذين أنجبهم الملك عبد العزيز إجمالاً من كل زوجاته غير معروف، وتشير إحدى المصادر إلى أنه أنجب 37 ولداً. وكان «السديريون السبعة» أبناء الملك أكبر تكتل من الإخوة من أم واحدة، ونتيجة لذلك تمكنوا من ممارسة قدر من التأثير والقوة المنسقة.

## الصعود إلى السلطة
نما تأثير السديريون السبعة باستمرار بعد أصبح الأمير فهد وليًا العهد في عام 1975 ولاحقًا ملك السعودية عام 1982، حيث مثلوا واحداً من بين كل خمسة أبناء من أبناء الملك سعود. وقد اكتسبوا النفوذ والسلطة ليس فقط بسبب عددهم، وإنما باهتمامهم بالسياسة، على عكس العديد من أبناء الملك عبد العزيز الآخرين الذين تعاملوا بشكل أكبر مع الأنشطة التجارية. ويمكن إرجاع صعود السديريون السبعة إلى السلطة إلى انضمام الملك فيصل وصراعه السابق مع الملك سعود، وعلى الرغم من أنه ليس من السديريون إلا أن فيصل اعتمد عليهم في كفاحه ضد الملك سعود.
في عام 1962 عندما كان الأمير فيصل رئيسًا للوزراء وولي العهد، عيّن الأمير فهد وزيراً للداخلية والأمير سلطان وزيراً للدفاع والأمير سلمان أميراً للرياض. وفي عام 1975 بعد وفاة الملك فيصل وانضمام الملك خالد أصبح الأمير فهد ولي العهد، وخلفه الأمير نايف في وزارة الداخلية. عزز السديريون قبضتهم على هذه الإقطاعات من خلال تعيين إخوانهم وأبنائهم في وزاراتهم ومناصب رئيسية أخرى، حيث عين الأمير الراحل سلطان أحد أشقائه الأصغر - الأمير عبد الرحمن - وأحد أبناءه - الأمير خالد - نواباً له، وخدم ابنه الآخر الأمير بندر لمدة عقدين سفيرًا سعوديًا في واشنطن ثم رئيس مجلس الأمن القومي السعودي. أصبح نجله الآخر الأمير خالد نائباً لوزير الدفاع وكان قائد مشارك مع الجنرال الأمريكي نورمان شوارزكوف في حرب الخليج عام 1991، كما قام الأمير الراحل الأمير نايف بتعيين أحد أبنائه - محمد - مساعداً له في وزارة الداخلية للشؤون الأمنية عام 1999.
عند وصول الأمير عبد الله إلى العرش أنشأ مجلسًا جديدًا للأسرة وهو لجنة الولاء لتحديد الخلافة المستقبلية، وشغل السديريون خُمس مقاعد المجلس التي يُنظر إليها على أنها تضعف في قوة السديريين لأن سيطرتهم الكاملة على الدولة تعتبر أكبر نسبيًا من هذا.

## عهد الملك عبد الله (2005 – 2015)
تقول مي يماني بأنه منذ وفاة الملك فهد في أغسطس 2005 تحول السديريون السبعة إلى ثلاثة فقط في إشارة إلى الأمير سلطان والأمير نايف والأمير سلمان، وأصبح الأمير سلطان قائد المجموعة بعد وفاة الملك فهد. في 28 أكتوبر 2011 أصبح الأمير نايف ولي العهد بعد وفاة شقيقه الأمير سلطان وعين الأمير سلمان وزيراً للدفاع. ومع ذلك استُبدِل العضو الأكبر سنًا من الإخوة السديريون من منصب نائب وزير الدفاع بالأمير خالد ابن الأمير سلطان.
في 16 يونيو 2012 توفي ولي العهد الأمير نايف في جنيف، وعين أخوته الأصغر سناً بدلاً منه في وظائفه، حيث عُين الأمير سلمان ولياً للعهد ونائب رئيس الوزراء، والأمير أحمد وزيراً للداخلية في 18 يونيو 2012، وأصبح الأمير سلمان والأمير أحمد العضوين النشطين سياسياً من السديريون. في 5 نوفمبر 2012 استقال الأمير أحمد من منصبه وخلفه محمد بن نايف نجل الأمير الراحل نايف، وفي 23 يناير 2015 توفي الملك عبد الله عن عمر يناهز 90 عامًا وخلفه أخوه غير الشقيق الملك سلمان.

## عهد الملك سلمان (2015–حتى اليوم)
مع وفاة الملك عبد الله بدأ الملك سلمان في توطيد سلطته، فأصبح ابنه محمد بن سلمان وزيراً للدفاع وأمينًا عامًا للمحكمة، حيث جمع بين اثنين من أقوى المناصب في الحكومة، متجاوزاً ابن أخيه محمد بن نايف وغيره من الأمراء ليصبح الأول من الجيل الثالث الذي يُعيَّن رسمياً في خط الخلافة، وفي 28 أبريل 2015 عُيِّن محمد بن نايف وليًا العهد ليحل محل الأمير مقرن بن عبد العزيز -الأخ الأصغر غير الشقيق للسديريين السبعة-، وعُيِّن محمد بن سلمان نائبًا لولي العهد. وفي 21 يونيو 2017 أصبح محمد بن سلمان ولياً للعهد، وخلف وزير الداخلية عبد العزيز بن سعود بن نايف حفيد الأخ الأكبر لسلمان الأمير نايف بن عبد العزيز.

## معرض صور

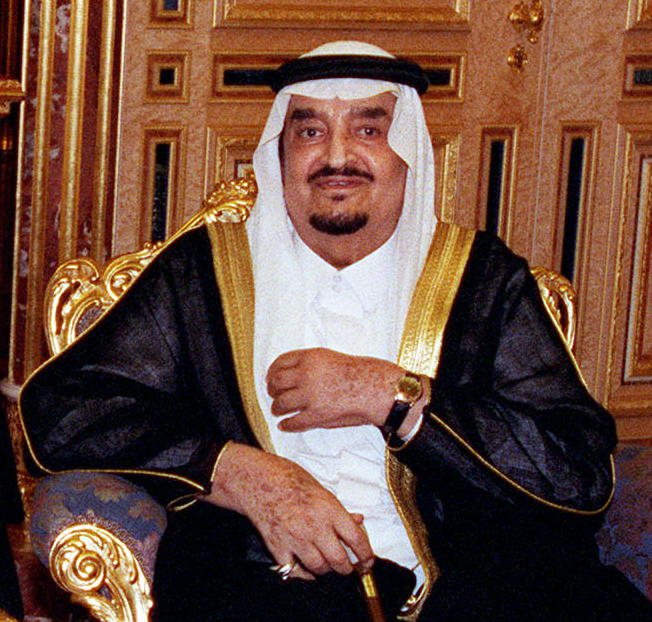
فهد (1921–2005) ملك المملكة العربية السعودية (1982–2005)ولي العهد (1975–1982)النائب الثاني لرئيس الوزراء (1967–1975)وزير الداخلية (1963–1975)
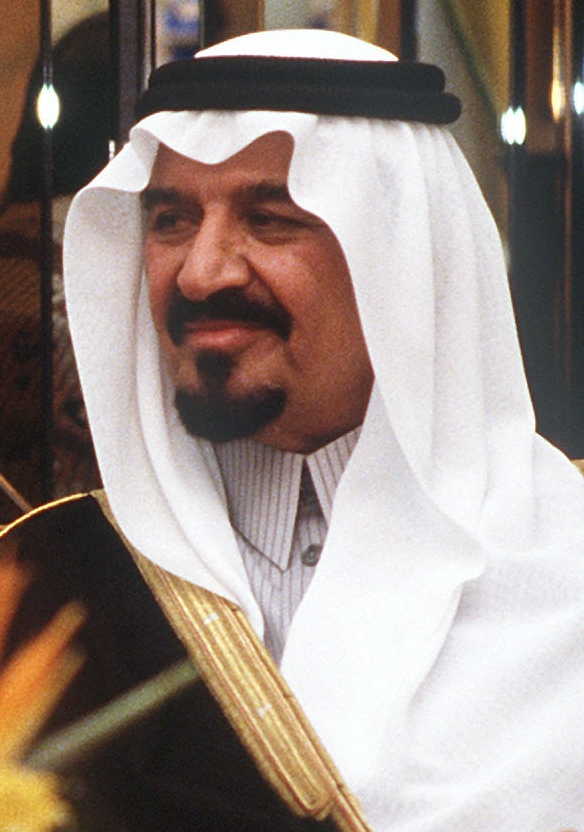
سلطان (1928–2011)وزير الدفاع (1962–2011)ولي العهد (2005–2011)
عبد الرحمن (1931–2017)نائب وزير الدفاع (1978–2011)
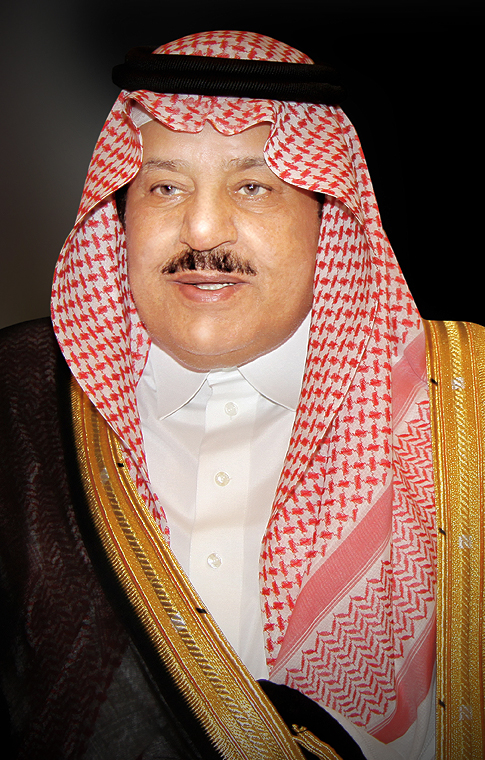
نايف (1934–2012)وزير الداخلية (1975–2012)النائب الأول لرئيس الوزراء وولي العهد (2011–2012)

- فهد (1921–2005) 
ملك المملكة العربية السعودية (1982–2005)
ولي العهد (1975–1982)
النائب الثاني لرئيس الوزراء (1967–1975)
وزير الداخلية (1963–1975)
- سلطان (1928–2011)
وزير الدفاع (1962–2011)
ولي العهد (2005–2011)
- عبد الرحمن (1931–2017)
نائب وزير الدفاع (1978–2011)
- نايف (1934–2012)
وزير الداخلية (1975–2012)
النائب الأول لرئيس الوزراء وولي العهد (2011–2012)

تركي الثاني (1932–2016) نائب وزير الدفاع (1968–1978)
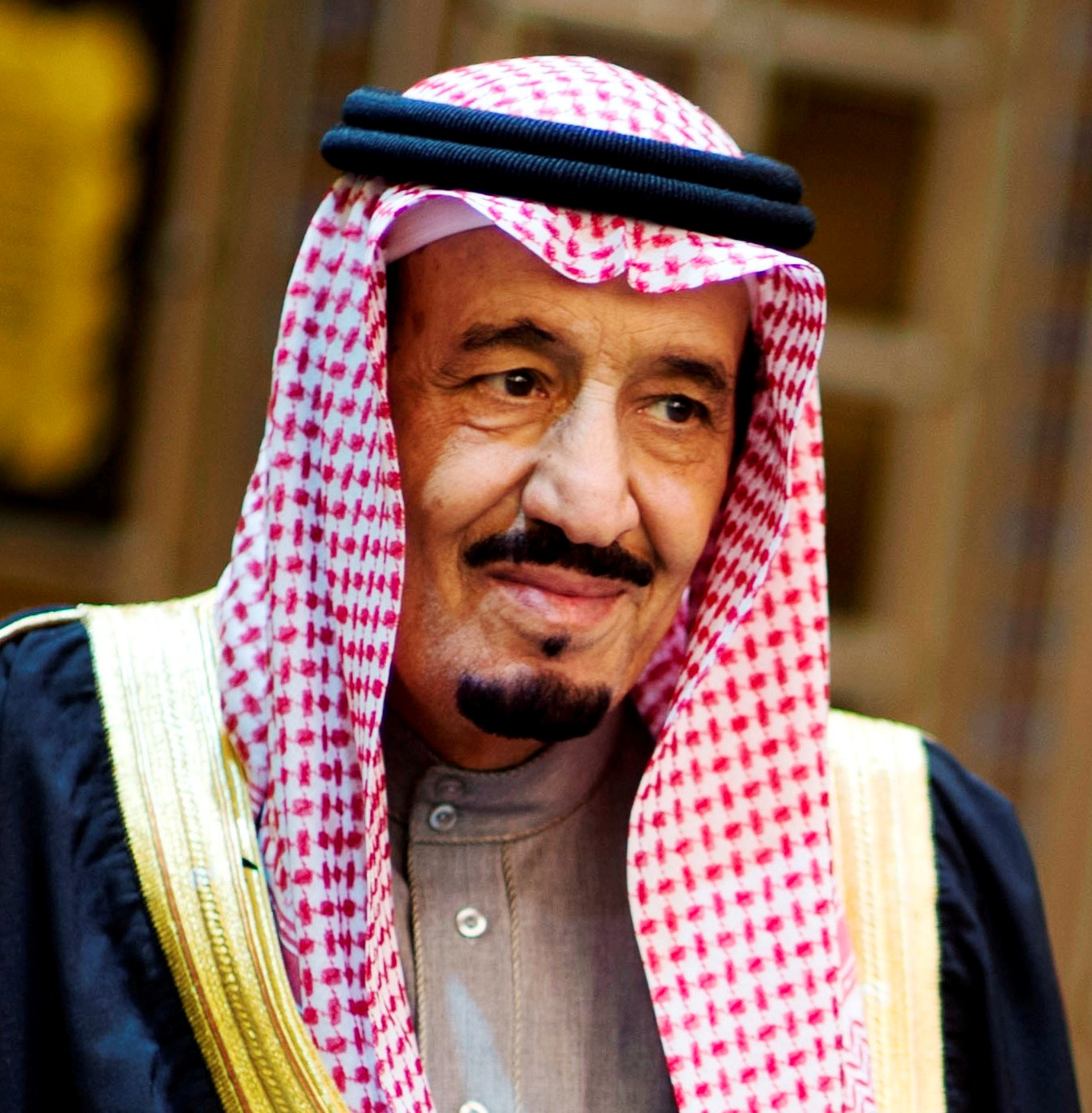
سلمان (مواليد 1935)ملك المملكة العربية السعودية (2015–حتى الآن)حاكم الرياض (1963–2011) وزير الدفاع (2011–2015)ولي العهد (2012–2015)
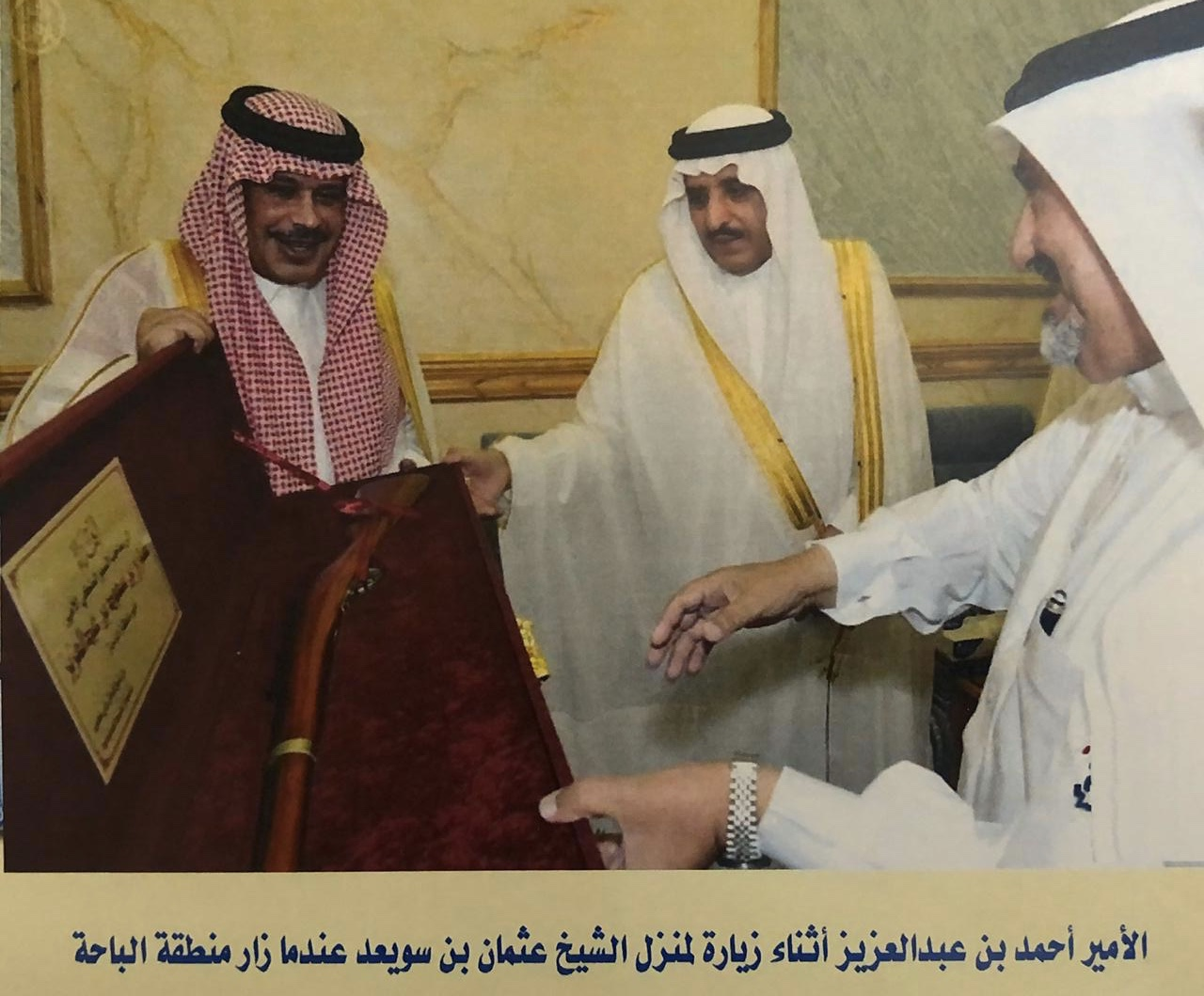
أحمد (مواليد 1942)نائب وزير الداخلية (1975–2012)وزير الداخلية (2012–2012)

- سلمان (مواليد 1935)
ملك المملكة العربية السعودية (2015–حتى الآن)
حاكم الرياض (1963–2011) 
وزير الدفاع (2011–2015)
ولي العهد (2012–2015)
- أحمد (مواليد 1942)
نائب وزير الداخلية (1975–2012)
وزير الداخلية (2012–2012)